# 178 v.Chr.
178 v.Chr. is een jaartal volgens de christelijke jaartelling.

## Gebeurtenissen

### Italië
- In Rome dreigt de Senaat met een militaire interventie, als Rhodos zich niet terugtrekt uit Lydië.
- Istrië in de Adriatische Zee wordt door de Romeinen bezet en bij de Romeinse Republiek ingelijfd.
- In Centraal-Italië wordt de havenstad Ancona een uitvalsbasis voor de Romeinse vloot.

### Griekenland
- De nieuwe koning Perseus van Macedonië bouwt het Macedonische leger op, hij zoekt voor zijn expansiedrift steun van de Griekse stadstaten en sluit een alliantie met Seleucus IV Philopator, met wiens dochter Laodice V hij huwt.